# SN 2011ih
SN 2011ih – supernowa typu II odkryta 19 listopada 2011 roku w galaktyce UGC 1774. W momencie odkrycia miała maksymalną jasność 19,50m.